# Lana cotta

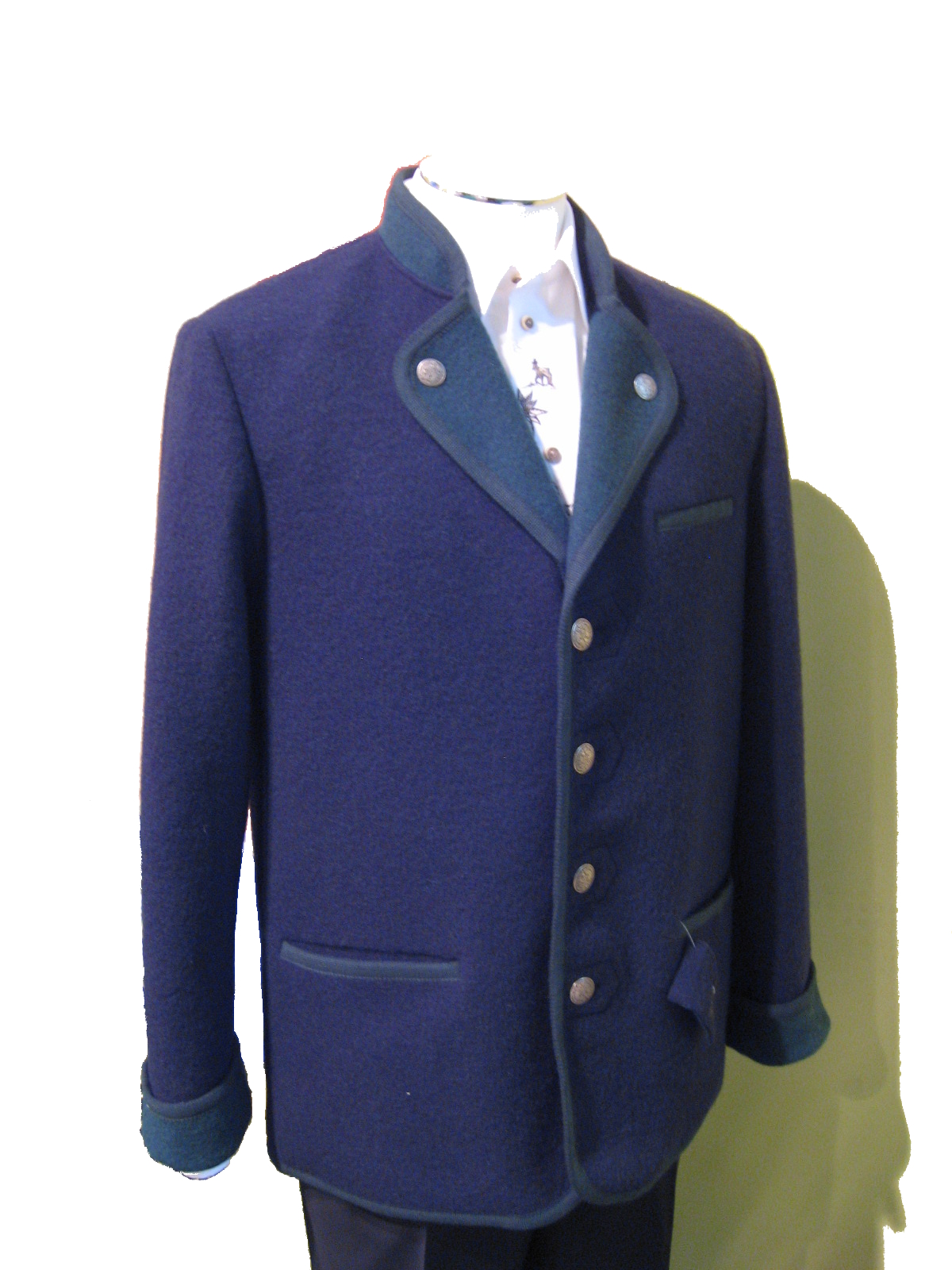
Giacca tirolese in lana cotta

La lana cotta è un tipo di stoffa simile al feltro o al panno. Non è tecnicamente un tessuto: viene ottenuta infeltrendo una pezza, realizzata con la lavorazione a maglia di filato di lana, mediante follatura, che ne causa il restringimento fino al 30%. Il risultato è una stoffa pesante, di grosso spessore, calda e compatta, usata per la confezione di abbigliamento invernale, pantofole, berretti. Differisce dal feltro, che è fatto di lana solo cardata, perché fatta con lana cardata e filata; e dal panno, che subisce identico trattamento di follatura, perché non è realizzata a telaio.
In Europa la lana cotta è prodotta nella zona alpina, in particolare in Austria e in Alto Adige, ed usata nella confezione delle giacche come i Sarner e dei cappelli tirolesi.